# Siegfried I. Anhaltský
Siegfried I. Anhaltský (1230 – po 25. březnu 1298 v Köthenu) byl anhaltský hrabě z rodu Askánců. Vládl mezi lety 1252 až 1298.
Narodil se jako třetí syn anhaltského hraběte Jindřicha I., po jehož smrti bylo Anhaltsko rozděleno mezi jeho syny Jindřicha II. (Anhalt-Aschersleben), Bernarda I. (Anhalt-Bernburg) a Siegfrieda (Anhalt-Köthen). V roce 1273 byl Siegfried jedním z kandidátů na římskoněmeckého krále, kterým byl však nakonec zvolen Rudolf I. Habsburský. Siegfriedovou manželkou byla dcera švédského regenta Birgera Jarla Katharina Birgersdottirová. Na místě anhaltského hraběte Siegfrieda nahradil jeho syn Albrecht I.